# Памятник Мечиславу Дордзику
Памя́тник Мечи́славу До́рдзику — одна из достопримечательностей Вильнюса; памятник ученику ремесленной школы Мечиславу Дордзику, погибшему 23 апреля 1931 года при спасении во время наводнения маленького Хацкеля Хармаца, установлен в 1933 году стараниями польской и еврейской общин города. 

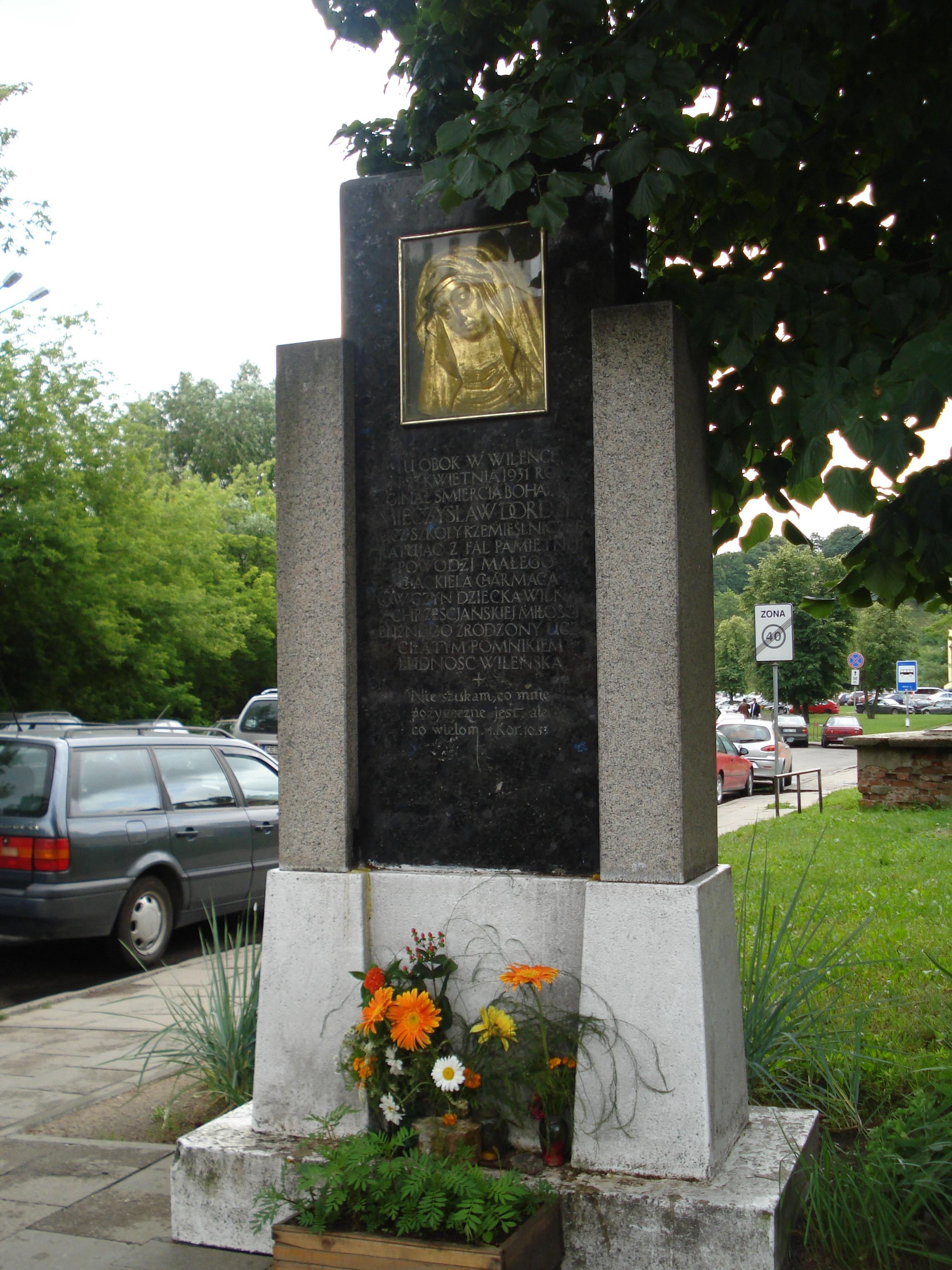
Памятник Мечиславу Дордзику

## Описание
Располагается у перекрёстка улиц Ишганитоё (Išganytojo g.) и Майронё (Maironio g.) напротив Заречного моста через Вильню (Вильняле), ведущего на улицу Ужупё (Užupio g.). 
Представляет собой обрамлённую серым гранитом большую прямоугольную плиту чёрного мрамора с изображением Матери Божией Остробрамской и текстом на польском языке.  

Здесь рядом в Виленке 

23 апреля 1931 года

смертью героя погиб

Мечислав Дордзик

ученик ремесленной школы

спасая из волн памятного 

наводнения маленького

Хацкеля Хармаца

Этот поступок ребёнка Вильны

из христианской любви

к ближнему рождённый почтило

этим памятником

виленское население

«Не ищу, что мне 

полезно, но то, 

что многим» 

Оригинальный текст (пол.)TU OBOK W WILENCE

DN 23 KWIETNIA 1931 ROKU

ZGINĄŁ ŚMIERCIĄ BOHATERA

MIECZYSŁAW DORDZIK

UCZ SZKOŁY RZEMIEŚLNICZEJ

RATUJĄC Z FAL PAMIĘTNEJ

POWODZI MAŁEGO

CHACKIELA CHARMACA

ÓW CZYN DZIECKA WILNA

Z CHRZEŚCIJAŃSKIEJ MIŁOŚCI

BLIŹNIEGO ZRODZONY UCZCIŁA

TYM POMNIKIEM

LUDNOŚĆ WILEŃSKA

“NIE SZUKAM, CO MNIE

POŻYTECZNE JEST, ALE

CO WIELOM” 

## История
Мечислав Дордзик был сыном виленского ремесленника, воспитанником интерната общества «Будущее» („Przyszłość“). Его тело было обнаружено несколько недель спустя. В мае 1931 года был образован Комитет увековечения памяти Мечислава Дордзика. Автор проекта памятника — скульптор профессор Болеслав Балзукевич. 23 апреля 1934 года после траурной мессы в бернардинском костёле, которую отслужил ксёндз каноник Станислав Завадский, воевода Владислав Ящолт открыл памятник, а ксёндз каноник его освятил.
Неоднократно предпринимались попытки памятник снести. Например, в сентябре 1994 года при неясных обстоятельствах (по одной из версий, случайно снесён управляемым нетрезвым водителем автомобилем) он был разрушен, в 1995 году восстановлен.